# Club y Biblioteca Ramón Santamarina
El Club y Biblioteca Ramón Santamarina, también conocido como Club Santamarina o Ramón Santamarina de Tandil, es una institución deportiva de la ciudad de Tandil, situada en el interior de la provincia de Buenos Aires. Fue fundado el 20 de diciembre de 1913 bajo el nombre de Club Atlético Independencia. Un mes después, tras una importante donación de la familia Santamarina (integrante de la cúpula política de la ciudad), cambió su nombre por el actual. Participa en 2023 en el Torneo Federal A, tercera categoría del fútbol argentino para los equipos no afiliados a la AFA, luego del descenso de la Primera B Nacional tras permanecer 8 años en la segunda división.
En 2024 perdió en la semifinal por el ascenso a la Primera Nacional con Villa Mitre, con un global de 1-2.
Debido a una quiebra sufrida en 1998, el club debió disputar tres meses como Unión Obrera Metalúrgica y, luego, 14 años como Club Social y Deportivo Santamarina. En 2010 logró superar la crisis financiera y recuperó su nombre original.
En 2013 cumplió 100 años como institución, por lo que realizaron varios festejos entre los que se incluyó la publicación de un libro. A su vez, los festejos también incluyeron la adquisición de un terreno que está siendo trabajado para ser utilizado como estadio propio y campo de deportes.
Desde la segunda mitad del año 2014 disputó el torneo de la Primera B Nacional tras coronarse campeón del Torneo Argentino A 2013/14, hasta el Campeonato de Primera Nacional 2022. Además, forma parte de la Liga Tandilense de fútbol (donde es el máximo campeón con 35 conquistas), por lo que también participa en Unión Regional Deportiva.
Su clásico rival histórico es el Club Atlético y Biblioteca Ferrocarril Sud, también de Tandil, además de mantener rivalidades con Alvarado e Independiente de Tandil.

## Historia

### La creación del club
El club nació bajo el nombre de Club Atlético Independencia por iniciativa de un grupo de jóvenes del barrio denominado "de la estación", quienes decidieron organizar la práctica del fútbol bajo una misma camiseta.
Su primera cancha fue donada un mes después de la fundación del club por Antonio Santamarina y, en forma de agradecimiento, se le adjudicó el puesto Presidente Honorario y se rebautizó la institución bajo el nombre de su reciente fallecido hermano Ramón Santamarina II.
Su primera sede social también perteneció previamente a esa familia y estaba ubicada en pleno centro de la ciudad.
Los colores fueron tomados en homenaje al "Tren Carbonero", por lo que decidieron adoptar los de Peñarol de Uruguay (club apodado, justamente, carbonero): el negro y el amarillo a bastones. El escudo que adoptaron tras esto tiene la abreviación "CyBRS" (Club y Biblioteca Ramón Santamarina). Se encuentra distribuida en las cinco franjas negras y amarillas que se engloban dentro de una gran "S". A ellas, se suman los símbolos olímpicos (los cinco anillos y la antorcha), ejemplificando el espíritu deportivo del club que declara la carta de fundación.
Sin embargo, el 6 de octubre de 1946 un huracán arrasó con esa sede, pero sería reconstruida en apenas un año. Por aquel entonces, por la tan pronta recuperación adoptarían como "mascota" al ave fénix, ser mitológico que acompaña al club a partir de ese momento.

### Los deportes más importantes

#### Boxeo
Uno de los pioneros del club para este deporte fue Leonardo De Gennaro quien, gracias a su amistad y cercanía con el hacedor del boxeo argentino Juan Carlos Lectoure, promovió en el gimnasio innumerables veladas boxísticas, poniendo en juego títulos nacionales e internacionales.
Marcos Vistalli, Graciano "el gringo" Pintore y Cesar Villarruel fueron algunos de los deportistas más renombrados del nombre del club logrando varias coronaciones en diferentes categorías.

#### Fútbol
El club fue uno de los fundadores de la Liga Tandilense de fútbol, compitiendo desde sus principios. Se coronó campeón por primera vez en 1924 manteniendo la valla invicta. Además obtuvo los títulos en 1925 y 1926 convirtiéndose en el primer tricampeón. Luego se coronó en 1928, 1930 y 1932. Tras un difícil periodo, volvió a salir campeón con la valla invicta en 1938 y no fue hasta 1950 que volvió a obtener un nuevo campeonato. En 1953 levantó un nuevo trofeo de liga y logró un segundo tricampeonato entre los años 1955 y 1957.
Santamarina, sin embargo, no se detuvo allí en busca de todos los récords de liga local y entre los años 1959 y 1966 logró los ocho campeonatos anuales. Luego, el conjunto aurinegro obtuvo los títulos de 1968, 1970, 1973, 1976, 1979, 1980, 1984, 1991, 1992, 2002 y 2013; además del clausura y el anual de 2009 de la Unión Regional Deportiva.

##### Regional 1977
El campeonato local logrado en 1976 fue el puntapié inicial para una importante campaña en el Torneo Regional con el fin de lograr la clasificación al Nacional A (Primera División de la AFA). Santamarina arrancó su participación en la segunda fase enfrentando a Boca Juniors de Tres Arroyos y triunfando 3-1 como visitante y 2-0 como local. En la tercera ronda eliminó a Olimpo de Bahía Blanca, tras empatar ambos encuentros 1-1 pero vencer por penales en Tandil por 4-2.
En la cuarta ronda empató como local 0-0 frente a Jorge Newbery de Junín y lo venció como visitante por 3-1. En la instancia final el rival fue el Club Cipolletti de Río Negro. Tras empatar 0-0 de visitante y 1-1 de local el aurinegro no alcanzó la clasificación a la primera divisional argentina siendo desfavorecido por el gol de visitante.

##### Regional 1985: Camino al Nacional
Tras lograr el campeonato local de 1984 y sin lograr sus objetivos en los anteriores regionales, el último Nacional no le fue esquivo al aurinegro.
En la primera fase Ramón Santamarina conformó el grupo D de la zona 1 junto a Juventud Unida (General Madariaga), Azul Athletic (Azul), Kimberley (Mar del Plata) y Villa del Parque (Necochea). Santamarina triunfó 1-0 en Azul, por el mismo marcador de local frente a Villa del Parque, empató en 0 en Mar del Plata y ganó 3-0 en Madariaga. Luego, empató 0-0 con Azul Atlhetic en Tandil y con Villa del Parque en Necochea y triunfó 2-1 ante Kimberley y 4-1 frente a Juventud Unida, ambos en su ciudad. Por esto, culminó la fase con 13 puntos (5 triunfos y 3 empates) y pasó de fase.
En la segunda ronda enfrentó a Douglas Haig de Pergamino, Loma Negra de Olavarría y Del Progreso (Mercedes). Venció como local 2-1 a Douglas, 3-1 en Mercedes y 3-2 en Olavarria. Cayó 2-1 en Pergamino, ganó 2-1 frente a Del Progreso y empató 0-0 frente a Loma Negra, terminando en la tabla con 9 puntos (4 triunfos, 1 empate y 1 derrota) y clasificando al Torneo Nacional 1985.

##### El Nacional 1985
El Campeonato Nacional 1985 fue el último torneo de promoción directa del fútbol argentino en donde las ligas de nivel local compitieron de forma directa en la Primera División. Después de ese torneo se crearía el campeonato de la Primera B Nacional y se dividiría a los clubes directamente afiliados a AFA y los que no mediante el Consejo Federal.
Santamarina inició su única participación en la máxima divisional del fútbol argentino en el grupo A integrado por Platense, Estudiantes de La Plata y Racing de Córdoba.
El aurinegro comenzó enfrentándose como local con Platense triunfando por 2-1. Luego cayó en La Plata 1-0 y como local 2-1 frente al Racing cordobés. Se recuperó con un empate 1-1 como local frente a Estudiantes y logró la victoria como visitante en Córdoba, cayendo por la mínima en Vicente López frente a Platense.
En la segunda ronda enfrentó a Independiente de Avellaneda, el equipo comandado por Ricardo Bochini. Fue 3-1 en Avellaneda y 3-2 en Tandil siempre en favor del "Rojo".
En ambos encuentros, las formaciones fueron las siguientes:
- Independiente: Goyén; Clausen, Villaverde, Trossero, Enrique; Reinoso, Marangoni, Bochini; Burruchaga, Percudani y Clara.
- Santamarina: Ducca; Solimanto, N. Armendariz, M. Armendariz, Conti; Erviti, Gauna, Lacava Shell; Sommi, Portugal y Coria.

Después de la derrota frente a Independiente, el conjunto aurinegro continuó en ronda de perdedores enfrentándose a un solo partido a Central Norte de Salta. La localía se sorteó, siendo favorecidos los del norte, y culminando el partido en empate en 0. La definición fue desde el punto de penal, terminando el marcador 4-2 en favor de los salteños.
El plantel aurinegro esa temporada estuvo conformado por: José Ducca, Jorge Janices, Juan Bossoto, José Solimanto, Juan Petrucci, Horacio Rodríguez, Néstor Armendáriz, Marcelo Armendáriz, Julio Erviti, Rubén Conti, Marcelo Russich, Daniel Tarabini, Luis Petrucci, Juan Gauna, Abel Coria, José Capelutti, Rodolfo Erviti, Fernando Puggioni, Carlos Méndez, Héctor Arrieta, Santiago Silva, Mario Kabalin, Marcelo Kabalín, Eduardo Barbero, Gustavo Portugal, Oscar Medina, Raúl Sommi y Luis Ramella.
El cuerpo técnico fue integrado por José Conte y Omar Corsi como ayudantes de campo, Luis Quintela como preparador físico, el médico Marcelo Rottoni, Hernando Cabrera como masajista y el director técnico Daniel Romeo.

### La quiebra y el remate
Ya entrada la década de 1990 (1997), una importante estafa tuvo al club como principal cara visible. En ese momento, Santamarina era el organizador de una rifa llamada "Póngase Las Botas", la cual sorteaba grandes premios.
La administración de la rifa estaba bajo la responsabilidad de Alicia Fiego, hija de Francisco Fiego, uno de los hombres más importantes del club y mentor de esta. Sin embargo, esta nunca entregó los premios correspondientes a esa edición. A pesar de ello, la Municipalidad de Tandil habilitó una nueva edición bajo la misma organización al año siguiente, volviéndose a reiterar la estafa.
Tras estos hechos, se iniciarían innumerables juicios por los ganadores de la rifa. Entre estos, la complicidad de abogados y el poder político hicieron engrosar la deuda más allá de su valor real, llevando al club a su liquidación y remate.
Como consecuencia, se remataron la sede social quedando en manos de la Universidad Nacional del Centro de la Provincia de Buenos Aires, el loteo de su estadio que fue repartida entre los abogados actuantes y un sector que fue a remate, y la Quinta Belén expropiada por la municipalidad y cedida al Sindicato de Trabajadores Municipales de Tandil. También se remataron los mobiliarios, billares y hasta los trofeos. Todo lo perdido no alcanzó ni siquiera para salvar el nombre, por lo que el club perdió también la personería jurídica.

### La era Deportivo Santamarina

Escudo del Club Social y Deportivo Santamarina

Tiempo después de la quiebra, un grupo de jugadores e hinchas del club logró apoyo económico de la Unión Obrera Metalúrgica (UOM), por lo que volvieron a reanudar la actividad bajo ese nombre y con los característicos colores amarillos y negros. Pero esto no alcanzaba para disimular la ausencia y es entonces que decidieron fundar el Club Social y Deportivo Santamarina, comenzando por recuperar las divisiones formativas del fútbol.
En el año 2002 conformó un importante equipo de primera con el fin de lograr el campeonato a 10 años del último título obtenido como Ramón Santamarina. El objetivo fue cumplido con creces y por ello el club clasificó al Torneo Argentino B, por aquel entonces última categoría de ascenso del interior. En el año 2009 logró nuevamente el campeonato local (siendo ya la Unión Regional de Ligas), el número 33 en su historia y doblando la cantidad de su escolta Ferrocarril Sud de Tandil. Repitió en la final de ese año ante Independiente y en la edición 2013 de la Liga Tandilense.

#### Torneo Argentino B (2002-2006)
Santamarina debutó en la temporada 2002/03 en el Torneo Argentino B tras ganar la Liga Tandilense en 2002. Tras 17 años de la época dorada en la que se alcanzó Primera División, el aurinegro volvía a participar de un torneo de AFA, intentando regresar a los primeros planos de los torneos del interior. Para esa campaña, Santamarina quedó emparejado junto a Ferro Sud de Tandil y Ateneo Estrada de Ayacucho en el grupo 3 de la subzona sur de la Zona Bonaerense. Tras superar por 4-1 de visitante y 2-0 de local a Estrada y vencer a su par tandilense 2-0 en su estadio y ser derrotado 3-0 en su visita, avanzó a la Segunda ronda. Allí, nuevamente recayó en el Grupo B, esta vez junto a Alvarado de Mar del Plata y Unión Apeadero de Saladillo. En esta zona obtuvo 5 puntos al vencer al saladillense en su estadio por 2-0, empatar en la ciudad costera 2-2 y frente a Alvarado a domicilio 1-1 y ser derrotado por Apeadero en la misma condición por 4-2. A pesar de haber sido puntero del grupo, perdió la clasificación a la próxima instancia debido a que lo hicieron Atlético Banfield de Mar del Plata y Racing (Olavarría) al liderar sus zonas con 7 unidades.
Para la siguiente temporada, la 2003/04, integró el Grupo 27 junto a Atlético San Vicente de Pinamar, Ateneo Estrada de Ayacucho y Ferrocarril Roca de Las Flores. Siendo derrotado únicamente por San Vicente en el debut por 3-1, Santamarina clasificó a la segunda ronda con una racha de 5 victorias seguidas. En la siguiente instancia se midió ante Atlético Chascomús (Chascomús), derrotándolo por 2-1 y 3-1; para luego vencer a Atlético Estrella de Berisso en Tercera ronda por 4-0 y 1-1. La eliminación llegó en octavos de final ante Rosario Puerto Belgrano de Punta Alta al perder de visitante 3-0 y ganar de local por la misma diferencia, pero ser derrotado por penales en 5-3.
La temporada 2004/05 fue estadísticamente la peor de la historia de Santamarina. En este, estuvo ubicado en el Grupo B junto a Racing (Olavarría), Banfield de Mar del Plata, Sporting (Punta Alta), Alvarado (Mar del Plata) y Grupo Universitario (Tandil). Para el Torneo Apertura, cosechó 5 victorias, 2 empates y 3 derrotas quedando a apenas un punto de Banfield, quien clasificó como segundo a la segunda ronda. En el Torneo Clausura, se vio la peor versión del aurinegro, resultando último con apenas 10 unidades (2 triunfos, 4 empates y 3 perdidos). De hecho, coqueteó con el descenso al recientemente creado Torneo del Interior, salvándose por apenas 5 puntos.
La campaña 2005/2006 encontraba a un buen grupo de jugadores que bajo la dirección de Rubén Conti no había logrado clasificar en el primer torneo, por lo que el club recurrió al ex Boca Juniors Vicente Pernía que no logró enderezar el camino y a falta de 5 fechas para finalizar la etapa clasificatoria fue reemplazado por Mario Gambini. Santamarina, sin embargo, clasificó a la ronda de playoffs al ocupar el segundo puesto de su zona integrada por Rivadavia de Lincoln, Alvarado de Mar del Plata, Rosario Puerto Belgrano (Punta Alta), Sporting (Punta Alta), El Linqueño de Lincoln y Grupo Universitario de Tandil. La primera ronda de eliminación directa fue ante Independiente (Neuquén), triunfando como local por 4-0 y cayendo como visitante 1-0. En la segunda ronda, volvió a golear en casa por 3-0, en este caso a Deportivo Madryn (Puerto Madryn), con el que empató como visitante 1-1. Ya en instancias de semifinal, Santamarina venció en Río Tercero a Sportivo 9 de Julio por 5 a 2 y empató como local 1-1. La final encontró a dos conocidos rivales: Rivadavia de Lincoln y Santamarina. El primer encuentro sucedió en Lincoln con triunfo de los locales por 2-1. En el partido de vuelta, disputado en el estadio Municipal de Tandil, el aurinegro consiguió un trabajoso 3-1 que lo coronó como uno de los campeones del Torneo Argentino B, obteniendo el postergado ascenso al Torneo Argentino A.

#### Torneo Argentino A (2006 - 2010)
A partir de la temporada 2006/07, el aurinegro finalmente comenzó a disputar la división más alta del fútbol del interior: el Torneo Argentino A. Con el objetivo de mantener la categoría, contrataron al DT Hugo Tenaglia y a varios jugadores de extensa carrera, como es el caso del cordobés Martín Montagna. Sin embargo, este fue superado con creces raspando, incluso, el ascenso a la Primera B Nacional. Para las primeras rondas de los torneos apertura y clausura quedó emparejado en la Zona A junto a Guillermo Brown de Puerto Madryn, Gimnasia y Esgrima de Concepción del Uruguay, Rivadavia de Lincoln, Real Arroyo Seco, Douglas Haig de Pergamino, Juventud de Pergamino y La Plata FC. Luego de obtener 22 puntos (6 victorias, 4 empates y 4 derrotas) clasificó agónicamente en el tercer puesto, debido tres triunfos al hilo en las últimas tres jornadas (Santamarina marchaba cuarto por detrás de Rivadavia y en la fecha 12, la antepenúltima, le ganó como visitante por 1-0, logrando sobrepasarlo. Luego reafirmó la tercera plaza ganándole a Douglas Haig y Juventud, ambos como local) y a que Atlético Tucumán cosechó 21 unidades en la Zona C. Finalmente en segunda ronda volvió a toparse con Guillermo Brown en cuartos de final, al que venció por 1-0 en Tandil y 1-1 en Puerto Madryn. En semifinales enfrentó a Juventud Antoniana de Salta al que también le ganó, en este caso 2-1 de local y 3-1 de visitante. Finalmente llegó a la final para definir el campeón y el ascenso a la segunda categoría, donde se encontró con Desamparados de San Juan. En la ida, fue triunfo de Santamarina por 2-0 en Tandil con dos goles de Jorge Valverde. En cambio, el partido de vuelta el resultado le fue esquivo: fue derrota 3-1 y posterior 1-2 en los penales, lo que consagró a los sanjuaninos y le sacó de las manos el ascenso a Santamarina. Finalmente, en el torneo clausura no pudo repetir la campaña y quedó afuera en primera ronda al obtener 21 unidades, quedando relegado al cuarto puesto en su zona.
Para la siguiente, la meta era simple: superar lo logrado y obtener el ascenso. La edición 2007/08 a un conjunto renovado con Luis Murúa como técnico. En esta, el formato ya era distinto: otra vez los 25 equipos participantes estarían emparejados en 3 zonas pero, en este caso, se jugaría a 32 fechas cada uno, decretando 8 clubes que pelearían por obtener el campeonato o disputar las promociones. En el caso de Santamarina, formó parte de la tercera zona junto a los ya conocidos Juventud, Guillermo Brown, Rivadavia, Real Arroyo Seco y La Plata FC; además de los novatos Cipolletti de Río Negro, Huracán de Tres Arroyos y Villa Mitre de Bahía Blanca. En esa primera ronda se volvií a ver un gran juego aurinegro, dominando el grupo y clasificando a la segunda ronda como puntero con 55 puntos (14 triunfos, 13 empates y apenas 5 derrotas). A pesar de esto, el ascenso le fue nuevamente esquivo al quedar relegado al tercer puesto de su zona en la Fase final con 5 unidades solamente. En esa ronda, disputaría el grupo 1 con Desamparados, Racing de Córdoba y Libertad de Sunchales.
En 2008/09 los resultados de la campaña fueron prácticamente iguales a los de la anterior. Para anfrotarla, se acercaron nuevos jugadores y, entre ellos, Daniel Bertoya, quien se convirtió en una de las figuras. En este caso encarnó la zona 1 frente a Cipolletti, Rivadavia, Guillermo Brown, Villa Mitre, Juventud, Huracán y el debutante Alvarado de Mar del Plata. Por otro lado, al formar parte de un grupo con 8 clubes, debió afrontar dos cotejos interzonales frente a Unión de Sunchales. En primera ronda fue todo "alegría" nuevamente, ya que los aurinegros lograron obtener el pase a la segunda al lograr el segundo puesto con 52 puntos (15-7-10 de récord). A pesar de esto, una pobre actuación en la Fase final (donde integró el grupo 2 con Boca Unidos de Corrientes, Racing de Córdoba y Juventud Antoniana) le dejó apenas 8, quedándose otra vez a puertas de coronarse como campeón.
La temporada 2009/10 retomó el sistema de apertura y clausura con una primera fase de 3 zonas y una segunda de dos pentagonales. Finalmente, todos los clasificados se disputaron desde semifinales el ascenso y un lugar en la promoción. A Santamarina le tocó formar parte de la zona 1 en el apertura con Cipolletti, Huracán de Tres Arroyos, Rivadavia de Lincoln, Villa Mitre, Juventud, Guillermo Brown y la novedad de Unión de Mar del Plata. Este no fue bueno para los aurinegros ya que quedaron eliminados con apenas 23 de puntaje (6 victorias, 5 empates y 5 derrotas) a pesar de que el tercero, Rivadavia, tuvo la misma puntuación final debido a su diferencia de gol (-1 frente a los +2 de los linqueños). Para el clausura vino lo mejor: integró el grupo 1 con Patronato de Paraná, 9 de Julio de Rafaela, Ben Hur de Rafaela, Gimnasia y Esgrima de Concepción del Uruguay, Rivadavia de Lincoln, Unión de Mar del Plata y Juventud y el resultado final lo dejó como segundo del grupo con 29 unidades (8 victorias, 5 empates y apenas 3 derrotas). En la segunda ronda formó parte del Pentagonal A; el cual lideró con 10 puntos (3-1-0) por sobre Huracán de Tres Arroyos, Desamparados, Talleres de Córdoba y Estudiantes de Río Cuarto; obteniendo, así, la clasificación a la fase final. En semifinales superó a Unión de Sunchales por 2-1 y 2-3 (4-2 en penales). Pero nuevamente el campeonato le fue esquivo, perdiendo frente a Patronato la final por 1-2 y 0-2. La última chance llegó en la promoción frente a la CAI. Allí se vio derrotado por 5-0 en Comodoro Rivadavia tras un empate 2-2 como local, lo que le hizo perder otra vez el ascenso.

### La recuperación del nombre original
El 21 de octubre de 2010, se hizo oficial una noticia postergada desde hacía varios años: la quiebra fue levantada y finalmente se pudo recuperar el nombre original de Club y Biblioteca Ramón Santamarina. Al año siguiente, asumió como presidente Pablo Bossio, dando comienzo a una nueva era del club, donde intentaron recuperar el patrimonio perdido y lograr el tan dilatado ascenso a la Primera B Nacional.

#### Torneo Argentino A (2010-2014)
Previo a la recuperación del nombre original, el club sufrió un cambio de plantel y la pérdida de la competitividad antes mostrada en la exigente temporada 2010/11. En primera fase, integró la zona 1 junto a Guillermo Brown, Unión de Mar del Plata, Huracán de Tres Arroyos, Cipolletti, Douglas Haig, Ridavadia de Lincoln y Villa Mitre. Fue una ronda muy pobre para los aurinegros, totalizando 31 puntos (7 victorias, 10 empates y 11 derrotas), quedando en penúltima posición. Para reafirmar la malaria, en la reválida formó parte de la misma zona sin Guillermo Brown, Unión y Huracán y ocupó el último lugar con apenas 7 unidades (1-4-3). Finalizada la temporada, evitó la promoción de descenso al quedar apenas 1 punto por encima de Estudiantes de Río Cuarto y Alumni de Villa María.
Tras una temporada tan mala, Santamarina estaba en obligación de mejorar la campaña y lograr retornar la memoria de ser candidato. Para ello, además de la llegada de Pablo Bossio como presidente, llegaron Duilio Botella para encargarse de la dirección técnica y refuerzos de la talla de Ignacio Celaya, Miguel Monay y Martín Michel y la confirmación de la vuelta de Daniel Bertoya. Con ese plantel enfrentó el Torneo Argentino A 2011/12 cansado de no llegar a los objetivos finales. Para la primera ronda, debió disputar con Douglas Haig, Unión de Mar del Plata, Huracán de Tres Arroyos, Cipolletti, Gimnasia de Concepción del Uruguay, Rivadavia de Lincoln, la CAI y los ignotos Racing de Olavarría, Deportivo Maipú, Juventud Unida de San Luis y Defensores de Belgrano de Villa Ramallo. Tras 22 fechas, Santamarina terminó líder con 38 puntos (9-11-2), clasificando al undecagonal final. Allí se enfrentó a los colegas Douglas Haig, Defensores de Belgrano, Racing de Olavarría y Unión de Mar del Plata y a 6 rivales de la Zona Norte: Sportivo Belgrano de San Francisco, Crucero del Norte de Garupá, Talleres de Córdoba, San Martín de Tucumán, Racing de Córdoba y Central Córdoba de Santiago del Estero. Allí quedó relegado al 5.º puesto con 14 de puntaje (4-2-4) dejando pasar el primer ascenso directo pero clasificando a la fase final directo a cuartos de final. Allí se enfrentó a Racing de Olavarría, venciéndolo por penales tras un doble empate 2-2. En semifinales, el sueño se convirtió en fracaso al ser derrotado por Sportivo Belgrano por 1-0 y 3-0.
Sin embargo, la experiencia resultó muy buena. El técnico se cambió por Gustavo Coleoni y se trajeron más refuerzos de categoría, como por ejemplo Ángel Prudencio, para enfrentar el Torneo Argentino A 2012/13. El sistema del campeonato fue el mismo del anterior, quedando emparejado en Zona Sur con Juventud Unida, Deportivo Maipú, Racing de Olavarría, Gimnasia de Concepción del Uruguay, Defensores de Belgrano de Villa Ramallo, Rivadavia de Lincoln, Cipolletti, Alvarado, Unión de Mar del Plata, Guillermo Brown y Desamparados. Nuevamente Santamarina obtuvo el grupo sumando 39 puntos (11-6-5). Sin embargo, el nivel fue decayendo a lo largo del resto de la temporada. En el undecagonal final, finalizó en la tercera posición con 17 puntos (5-2-3), perdiendo otra vez el primer ascenso directo. Luego, ya en cuartos de final, quedó emparejado con Racing de Olavarría, al que venció 3-1 de local tras un 0-1 de visitante. En semis, volvió a ser victoria aurinegra, esta vez por sobre Deportivo Maipú por 0-2 y 4-1. Finalmente, cayó derrotado en la final tras empatar 1-1 y 0-0 frente a Sportivo Belgrano (el cual tenía ventaja deportiva). En el del empate a un gol, Santamarina iba venciendo con gol de Román Strada a su rival de visitante, pero un claro penal al minuto 48 del segundo tiempo decretó el gol de Aróstegui, sellándo el merecido ascenso de Sportivo Belgrano, que además había sido duramente perjudicado por el arbitraje en la ida de la final, habiendolé anulado dos goles claramente lícitos. Nuevamente Santamarina se quedó ante las puertas de un ascenso a la segunda categoría.
Luego de esto, se contrató nuevamente a Duilio Botella tras la renuncia de Coleoni y se trajeron refuerzos de la calidad de Azcárate, Barreña, Peirone, Pérez, Abregu, Gáspari, Giménez, Galeano y Vilchez. En la temporada 2013/14 integra nuevamente la Zona Sur junto a Alvarado, CAI, Cipolletti, Defensores de Belgrano de Villa Ramallo, Deportivo Maipú, Estudiantes de San Luis, Guillermo Brown, Juventud Unida de San Luis, Racing de Olavarría, Rivadavia de Lincoln y Unión de Mar del Plata. Tras ser el mejor de la primera ronda con 45 puntos, lideró la tabla del nonagonal con 6 victorias, un empate y una derrota (19 puntos, 2 más que la CAI y se coronó campeón, obteniendo el ascenso a la Primera B Nacional por primera vez en su historia.

#### Primera B Nacional 2014-2022
Desde la edición 2014/15 participaba en la Primera B Nacional, tras haberse coronado campeón del Torneo Argentino A 2013/14. Luego de una mala campaña en la temporada 2022, el club desciende al Torneo Federal A cosechando solo 29 puntos producto de 6 victorias, 11 empates y 19 derrotas.

#### Copa Argentina
A partir del año 2011 se volvió a disputar la Copa Argentina. Allí, Santamarina quedaría afuera en las dos ediciones.
Al ser un equipo de tercera categoría del interior, para la Copa Argentina 2011/12 debió comenzar a disputar a partir de la Segunda Eliminatoria en la Zona Interior. Allí, se encontró con Club Bella Vista de Bahía Blanca. Tras un tanto de Iván Agudiak y otro de Martín Michel, el 7 de septiembre de 2011 igualó 2-2 en el tiempo reglamentario en el Estadio Municipal General San Martín de Tandil. Luego, obtuvo el triunfo por penales por 5-3. En la tercera eliminatoria lo esperó Villa Mitre, al cual derrotó el 14 de septiembre por 1-0 nuevamente como local con gol de Mauricio Ocaño. En cuarta eliminatoria volvió a ganar, esta vez frente a Unión de Mar del Plata. Fue 1-0 con gol de Leonardo Acosta como local, el 28 de septiembre. Pero lo más destacado llegó en los Treintaidosavos de final. El día 2 de febrero de 2012, Santamarina debió disputar un partido único, debido a un sorteo, contra Boca Juniors, campeón del Torneo Apertura 2011, en el Estadio Padre Ernesto Martearena de Salta. Para aumentar la hazaña, comenzó ganando con gol de Martín Michel al minuto 46 del primer tiempo. Al minuto 63 llegó el empate de Facundo Roncaglia sellando el 1-1 final. Por penales, la suerte le fue esquiva a Santamarina y perdió por 4-3.
Al año siguiente, el formato de la competencia lo obligó a participar a partir de la cuarta eliminatoria de la Copa Argentina 2012/13. Allí, enfrentó en el Estadio Municipal General San Martín de Tandil a su colega Grupo Universitario, derrotándolo fácilmente por 1-0 el 21 de noviembre con gol de Gerardo Krüger. Luego, en la quinta eliminatoria, dejó en el camino a Defensores de Belgrano de Villa Ramallo por 2-0 el 5 de diciembre en el mismo escenario con goles de Diego Bucci y Arnaldo González. De esta forma, clasificó a los veinticuatroavos de final para enfrentar a un equipo de Primera División. En este caso, el rival fue otro campeón: Arsenal de Sarandí. Este cotejo se llevó a cabo, finalmente, el 23 de marzo y decretó una derrota por 2-0 en el Estadio Ciudad de Vicente López.

## Instalaciones

### Previo a la quiebra

#### Campo de deportes
El campo de deportes fue inaugurado el 30 de diciembre de 1956 con un amistoso entre la tercera división de inferiores de Boca Juniors contra la primera del club.
Se encontraba ubicado entre las calles Belgrano, Roca, Pinto y 11 de septiembre y contaba con cancha de fútbol, pista de atletismo y pileta de natación. Pocos años después, y bajo la presidencia de Francisco Fiego, se inauguró la tribuna de cemento techada y la iluminación artificial, lo que lo convirtió en uno de los estadios más modernos de la época en toda la provincia de Buenos Aires. Años más tarde se nombró al estadio como "Francisco Fiego" en homenaje a todos sus esfuerzos para con el club.

#### La sede social
La primera sede social fue donada por la misma familia Santamarina y se encontraba sobre la calle 9 de Julio. Esta, era una vieja casona familiar adaptada por el club para su utilización.
Para los festejos de los 50 años de Ramón Santamarina, este adquirió una importante casa ubicada en la calle Yrigoyen al 600. Años después y tras mucha inversión, el proyecto se transformó en realidad y tuvo su inauguración.
La nueva sede social contaba con un hall de distribución en mármol y un gimnasio multiuso donde se practicaba básquet, vóley, handball, gimnasia artística, patín y boxeo. También sumaba en la planta baja un quincho, tres canchas de bochas, una importante biblioteca con mesas de ajedrez, un salón de eventos llamado "salón de los espejos" y un bar.
En el primer piso, a su vez, contaba con un cine-teatro con capacidad para más de 700 espectadores, varias salas y oficinas varias.

#### La Quinta Belén
Con el fin de contar con un campo de recreación para sus socios, el club organizó una campaña en 1920 para que los hinchas del club y ciudadanos de Tandil compraran en condición de socios patrimoniales un predio de 15 hectáreas ubicado en la atractiva zona turística del cerro El Centinela. Según declaraciones de la época, el espacio se desarrolló velozmente y se convirtió en un gran punto de interés para la ciudad, sobre todo en los veranos.

### Post quiebra
Tras la quiebra y refundación, el club perdió todo su patrimonio. Recién en 2006 lograría un acuerdo con el Club Hípico para alquilar sus instalaciones como campo de deportes. Además de esto, cuenta con un quincho para reuniones, dos piletas de natación que se ponen a disposición de los socios en la temporada estival y una cancha para la Liga Tandilense. A su vez, en 2013 obtuvieron, mediante un acuerdo con la provincia de Buenos Aires, un predio de 6 hectáreas perteneciente al Parque Ecológico "Sans Souci" que se utilizará en el futuro como espacio para entrenamiento de los jugadores. También, existe un proyecto para adquirir una nueva sede social.

## Hinchada

### La Barra del Bombo y el Muñeco
En los principios del club, sólo los fanáticos que hicieron posible la realización de los campeonatos eran los que asistían a los partidos, aunque rápidamente la gente de la ciudad comenzó a acompañar cada espectáculo, sobre todo en las ocasiones en que los grandes clubes de la Capital Federal se hicieron presentes, como el caso de Boca Juniors y Racing Club. Sin embargo, no fue hasta el 5 de junio de 1960 que se formó La Barra del Bombo y el Muñeco, siendo un hecho inédito para la localidad. Esta se formó en ocasión del encuentro entre las selecciones de Tandil y Bahía Blanca por el XXVI Campeonato Argentino entre ciudades. A pesar de que acompañó en cada encuentro a los aurinegros, esta barra fue la que alentó a la selección local hasta 1988, año que dejaron de realizarse esos campeonatos, por lo que dejaron de juntarse. Esta fue gestada por los hermanos José Oscar "Coco" y Héctor Alfredo "Cacho" Cánepa y Antonio Armento y sostenida por Pedro Alés y Juan Carlos "Pichín" Distéfano, todos vecinos del lugar.

### Hinchas
Si bien no existe un censo que lo decrete con exactitud (el censo de Pasión por la Camiseta realizado a través de Facebook en febrero con equipos del Interior lo dejó en el puesto 133 con 230 votos de 93148, es decir, un 0.25 % del Interior), Santamarina es el club con más hinchas en Tandil comprobable con la convocatoria que tiene a lo largo de sus partidos. Cabe destacar, a modo ilustrativo de esto, que el 26 de enero de 1985, día en que Santamarina igualó como local 0-0 con Loma Negra de Olavarría y clasificó al Nacional de 1985, se recaudó un récord de $ 4.499.250. De hecho, en el partido de ida en el que viajó a la ciudad olavarriense, los locales de la ciudad del aurinegro cerraron media hora antes y se generó un embotellamiento inédito en las salidas, movimiento que ningún otro club local logró generar.
Otro hecho simbólico de la hinchada sucedió cuando un grupo de hinchas se agrupó en diciembre de 2012 en la última tribuna que quedaba en pie del estadio "Francisco Fiego" para despedirla, ya que sería demolida para dejar paso a una nueva calle.

### Violencia
Como casi cualquier club de fútbol de Argentina, Santamarina no está ajeno a la violencia, más allá de que no tenga una barra numerosa. Se puede destacar, entre ellos, el sucedido en un partido disputado sin público visitante frente a Douglas Haig el 24 de abril de 2012 tras la derrota como local por 2-0, cuando simpatizantes aurinegros ingresaron al estadio e iniciaron una batalla campal.
A nivel local también han sucedido incidentes donde la gente de Santamarina estuvo involucrada. Uno de los más importantes fue el 28 de julio de 2013, cuando a la salida del Estadio Municipal General San Martín luego de la derrota local en el clásico frente a Ferro Sud por 2-1, un grupo de simpatizantes aurinegros atacó a los tricolores a piedrazos y trompadas, terminando con heridos y detenidos.

## Uniforme
- Uniforme titular: Camiseta negra con bastones amarillos, pantalones y medias negros.
- Uniforme alternativo: Camiseta blanca con vivos negros y amarillos, pantalones y medias amarillas.

| 2016-2017 | 2017-2018 | 2018-2019 | 2019-2021 | 2021-2022 | 2022-2023 |

| 2023 | 2024 |

### Indumentaria y patrocinadores
| Período       | Proveedor        |
| ------------- | ---------------- |
| 1980–1986     | Uribarri         |
| 1986–1992     | Adidas           |
| 1992–1994     | Team Foot        |
| 1994–1998     | Uhlsport         |
| 1998–2004     | Atlantic Sport's |
| 2004–2005     | Dana             |
| 2005–2008     | Atlantic Sport's |
| 2008–2009     | VS               |
| 2009–2010     | Erreà            |
| 2010–2011     | Latir            |
| 2011–2013     | Le Coq Sportif   |
| 2014–2023     | Kappa            |
| 2024–presente | Fanáticos        |

| Período       | Proveedor             |
| ------------- | --------------------- |
| 1984–1985     | La Previsión Seguros  |
| 1986–1989     | Cabe                  |
| 1990–1993     | Sofama                |
| 1994–1998     | El Eco de Tandil      |
| 1998–2000     | Mocoretá              |
| 2000–2004     | Sancor Seguros        |
| 2004–2005     | TVW/Mangels           |
| 2005–2006     | Radio del Sol         |
| 2006–2007     | Elebar                |
| 2007–2008     | Río Paraná            |
| 2008–2009     | Avicar/Río Paraná     |
| 2008–2010     | Avicar                |
| 2010-2011     | Orient                |
| 2011-2012     | Liderar Seguros       |
| 2012-2014     | Dulcypas              |
| 2014-2015     | Motomel               |
| 2016-2017     | Liderar Seguros       |
| 2017          | Crediamérica          |
| 2017-2018     | Crediamérica/Tandilia |
| 2018-2022     | América Virtual       |
| 2022-2023     | Automóviles San Jorge |
| 2024-presente | Essig                 |

## Datos del club

### Temporadas por categoría
Aclaración: Las temporadas no siempre son equivalentes a los años. Se registran tres temporadas cortas: 2014, 2016 y 2020.
- Temporadas en Primera División: 0.

- Participaciones en Primera División: 1 (1985).

- Temporadas en Primera B Nacional: 10 (2014 - 2022)

- Participaciones en Torneo Regional: 5 (1974, 1977, 1980, 1981, 1985).

- Temporadas en Tercera división: 10

- Temporadas en Torneo del Interior: 2 (1991/92 - 1992/93).
- Temporadas en Torneo Argentino A/Federal A: 8 (2006/07 - 2013/14, 2023-).

- Temporadas en Torneo Argentino B: 4 (2002/03 - 2005/06).

### Ascensos de categoría
- Torneo Argentino B a Torneo Argentino A: 2006.
- Torneo Argentino A a Primera B Nacional: 2014.

### Descensos de categoría
- Primera B Nacional a Torneo Federal A: 2022.

### Participación en campeonatos oficiales
| Temporada | División            | Torneo              | Posición          |
| --------- | ------------------- | ------------------- | ----------------- |
| 1974      | Regional            | Zona Bonaerense     | Semifinalista     |
| 1975      | Sin participación   | Sin participación   | Sin participación |
| 1976      | Sin participación   | Sin participación   | Sin participación |
| 1977      | Regional            | Regional            | Finalista         |
| 1978      | Sin participación   | Sin participación   | Sin participación |
| 1979      | Sin participación   | Sin participación   | Sin participación |
| 1980      | Regional            | Regional            | Segunda fase      |
| 1981      | Regional            | Regional            | Segunda fase      |
| 1982      | Sin participación   | Sin participación   | Sin participación |
| 1983      | Sin participación   | Sin participación   | Sin participación |
| 1984      | Sin participación   | Sin participación   | Sin participación |
| 1985      | Regional            | Regional            | Campeón           |
| 1985      | Primera División    | Nacional            | Segunda fase      |
| 1985/86   | Sin participación   | Sin participación   | Sin participación |
| 1986/87   | Sin participación   | Sin participación   | Sin participación |
| 1987/88   | Sin participación   | Sin participación   | Sin participación |
| 1988/89   | Sin participación   | Sin participación   | Sin participación |
| 1989/90   | Sin participación   | Sin participación   | Sin participación |
| 1990/91   | Sin participación   | Sin participación   | Sin participación |
| 1991/92   | Torneo del Interior | Torneo del Interior | Segunda fase      |
| 1992/93   | Torneo del Interior | Torneo del Interior | Fase final        |
| 1993/94   | Sin participación   | Sin participación   | Sin participación |
| 1994/95   | Sin participación   | Sin participación   | Sin participación |
| 1995/96   | Sin participación   | Sin participación   | Sin participación |
| 1996/97   | Sin participación   | Sin participación   | Sin participación |
| 1997/98   | Sin participación   | Sin participación   | Sin participación |
| 1998/99   | Sin participación   | Sin participación   | Sin participación |
| 1999/00   | Sin participación   | Sin participación   | Sin participación |
| 2000/01   | Sin participación   | Sin participación   | Sin participación |
| 2001/02   | Sin participación   | Sin participación   | Sin participación |
| 2002/03   | Argentino B         | Zona Bonaerense     | Segunda fase      |
| 2003/04   | Argentino B         | Argentino B         | Cuarta fase       |
| 2004/05   | Argentino B         | Apertura            | Primera fase      |
| 2004/05   | Argentino B         | Clausura            | Primera fase      |
| 2005/06   | Argentino B         | Apertura            | Primera fase      |
| 2005/06   | Argentino B         | Clausura            | Clasificado       |
| 2005/06   | Argentino B         | Final               | Campeón           |
| 2006/07   | Argentino A         | Apertura            | Subcampeón        |
| 2006/07   | Argentino A         | Clausura            | Primera fase      |
| 2007/08   | Argentino A         | Argentino A         | Fase final        |
| 2008/09   | Argentino A         | Argentino A         | Fase final        |
| 2009/10   | Argentino A         | Argentino A         | Subcampeón        |
| 2010/11   | Argentino A         | Argentino A         | Primera fase      |
| 2011/12   | Argentino A         | Undecagonal         | 5.º               |
| 2011/12   | Argentino A         | Ronda final         | Semifinalista     |
| 2012/13   | Argentino A         | Undecagonal         | 3.º               |
| 2012/13   | Argentino A         | Ronda final         | Finalista         |
| 2013/14   | Argentino A         | Nonagonal           | Campeón           |
| 2014      | B Nacional          | Zona B              | 7.º               |
| 2015      | B Nacional          | Fase regular        | 4.º               |
| 2015      | B Nacional          | Torneo Reducido     | Finalista         |
| 2016      | B Nacional          | B Nacional          | 13.°              |
| 2016/17   | B Nacional          | B Nacional          | 8.°               |
| 2017/18   | B Nacional          | B Nacional          | 25.°              |
| 2018/19   | B Nacional          | B Nacional          | 23.°              |
| 2019-20   | Primera Nacional    | Zona B              | 15.º              |
| 2020      | Primera Nacional    | Zona B Reválida     | 4.º               |
| 2021      | Primera Nacional    | Zona B              | 18.º              |
| 2022      | Primera Nacional    | Primera Nacional    | 36.°              |
| 2023      | Federal A           | Zona A              | 4.º               |
| 2023      | Federal A           | Ronda final         | Primera fase      |

     Campeón.
    Subcampeón.
    Tercer lugar.
      Ascenso.
      Descenso.

### Participación en Copa Argentina
| Temporada | Posición      |
| --------- | ------------- |
| 2011/12   | 32.º de final |
| 2012/13   | Fase final II |
| 2013/14   | Fase final II |
| 2014/15   | 32.º de final |
| 2015/16   | 16.º de final |
| 2016/17   | 32.º de final |

     Campeón.
    Subcampeón.
    Semifinalista.

## Palmarés
| Torneos nacionales       | Torneos nacionales | Torneos nacionales |
| Competición              | Títulos            | Subcampeonatos     |
| ------------------------ | ------------------ | ------------------ |
| Torneo Argentino A (1/1) | 2013/14.           | 2009/10.           |
| Torneo Argentino B (1/0) | 2005/06.           |                    |

| Torneos regionales               | Torneos regionales | Torneos regionales |
| Competición                      | Títulos | Subcampeonatos     |
| -------------------------------- | --- | ------------------ |
| Liga Tandilense de fútbol (31/0) | 1924, 1925, 1926, 1928, 1930, 1932, 1938, 1950, 1953, 1955, 1956, 1957, 1959, 1960, 1961, 1962, 1963, 1964, 1965, 1966, 1968, 1970, 1973, 1976, 1979, 1980, 1984, 1991, 1992, 2002 y 2013. |                    |
| Unión Regional Deportiva (2/0)   | 2009 y 2021. |                    |

## Jugadores

### Plantel 2024
- Actualizado el 25 de febrero de 2023

- Los equipos argentinos están limitados a tener un cupo máximo de seis jugadores extranjeros, aunque solo cinco podrán firmar la planilla del partido

#### Altas
| Verano                |                |                               |                      |
| Santos Bacigalupe     | Defensa        | Independiente de San Cayetano | Libre                |
| Brian Berlo           | Defensa        | Cipolletti de Río Negro       | Libre                |
| Mathias Buongiorno    | Defensa        | Ferro de Olavarría            | Libre                |
| Facundo Fernández     | Defensa        | Kimberley de Mar del Plata    | Regresa del préstamo |
| Juan Ignacio Quintana | Defensa        | Atlético Paraná               | Regresa del préstamo |
| Nicolás Igartúa       | Centrocampista | J. J. Urquiza                 | Libre                |
| Marcos Pérez          | Centrocampista | Deportivo Madryn              | Libre                |
| Julio Zuñiga          | Centrocampista | Deportivo Madryn              | Libre                |
| Thiago Beltrán        | Delantero      | Dock Sud                      | Regresa del préstamo |
| Francisco Doñate      | Delantero      | Estudiantes de San Luis       | Regresa del préstamo |
| Lautaro Larrasábal    | Delantero      | Defensores de Vilelas         | Libre                |
| Emiliano López        | Delantero      | Deportivo Mixco               | Libre                |
| Quimey Marín          | Delantero      | Ferro de Olavarría            | Libre                |
| Martín Michel         | Delantero      | Ferro de Olavarría            | Regresa del préstamo |
| Invierno              |                |                               |                      |
| -                     | -              | -                             | -                    |

#### Bajas
| Verano              |                |                               |                       |
| Nicolás Temperini   | Guardameta     | Deportivo Madryn              | Fin de contrato       |
| Tobías Coppo        | Defensa        | Boca Unidos de Corrientes     | Fin de contrato       |
| Agustín Jara        | Defensa        | Agente libre                  | Fin de contrato       |
| Emilio Mac Eachen   | Defensa        | Deportivo Riestra             | Fin de contrato       |
| Agustín Osinaga     | Defensa        | Douglas Haig de Pergamino     | Fin de contrato       |
| Mateo Palmieri      | Defensa        | Gimnasia y Esgrima (M)        | Préstamo              |
| Tomás Pérez Serra   | Defensa        | Tristán Suárez                | Rescisión de contrato |
| Federico Rotela     | Defensa        | Los Andes                     | Fin de contrato       |
| Agustín Rojas       | Centrocampista | Racing                        | Fin del préstamo      |
| Guillermo Santillán | Centrocampista | Agente libre                  | Fin de contrato       |
| Alexis Vega         | Centrocampista | Güemes de Santiago del Estero | Fin de contrato       |
| Matías Alustiza     | Delantero      | Agente libre                  | Fin de contrato       |
| Alan Bonansea       | Delantero      | Albion                        | Fin de contrato       |
| Alejandro Gagliardi | Delantero      | Flandria                      | Fin de contrato       |
| Braian Maidana      | Delantero      | Huracán                       | Fin del préstamo      |
| Ezequiel Saporiti   | Delantero      | Estudiantes de San Luis       | Rescisión de contrato |
| Guillermo Villalba  | Delantero      | Estudiantes de Río Cuarto     | Fin de contrato       |
| Invierno            |                |                               |                       |
| -                   | -              | -                             | -                     |